# Кори Тельо, Дейси
Дейси Кори Тельо (исп. Deysi Cori Tello; род. 2 июля 1993, Лима) — перуанская шахматистка, гроссмейстер среди женщин (2010). Первая шахматистка Перу, которая стала женским гроссмейстером.

## Биография
Многократно представляла Перу на юношеских чемпионатов мира по шахматам среди девушек в различных возрастных группах, на которых завоевала четыре медали: две золотые (в 2009 году в группе U16 и в 2011 году в группе U20) и две серебряные (в 2009 году в группе U20 и в 2010 году в группе U18). Пять раз побеждала на юношеских Панамериканских чемпионатах по шахматам среди девушек в различных возрастных группах (2003 — U10, 2004 — U12, 2007 — U14, 2008 — U16, 2008 — U20).
В 2009 году в Кали завоевала второе место на индивидуальном чемпионате Америки по шахматам среди женщин. В 2011 году победила на индивидуальном чемпионате Америки по шахматам среди женщин.
Участвовала в женских чемпионатах мира по шахматам:
- В 2010 году в Антакье в первом туре проиграла Марии Музычук[8];
- В 2012 году в Ханты-Мансийске в первом туре проиграла Анне Ушениной[9];
- В 2015 году в Сочи в первом туре проиграла Лэй Тинцзе[10];
- В 2017 году в Тегеране в первом туре проиграла Алине Кашлинской[11].

В 2015 году в Баку участвовала в мужском кубке мира по шахматам, где в первом туре проиграла Владимиру Крамнику.
В ноябре 2021 года в Риге она заняла 12-е место на турнире «Большая женская швейцарка ФИДЕ».
Представляла Перу на пяти шахматных олимпиадах (2004, 2010—2016).
Её младший брат Хорхе (род. 1995) гроссмейстер среди мужчин.

## Изменения рейтинга
| График не отображается по техническим причинам. Чтобы исправить это, воспроизведите график в новом формате, если это возможно. |